# Condado de Jefferson (Washington)

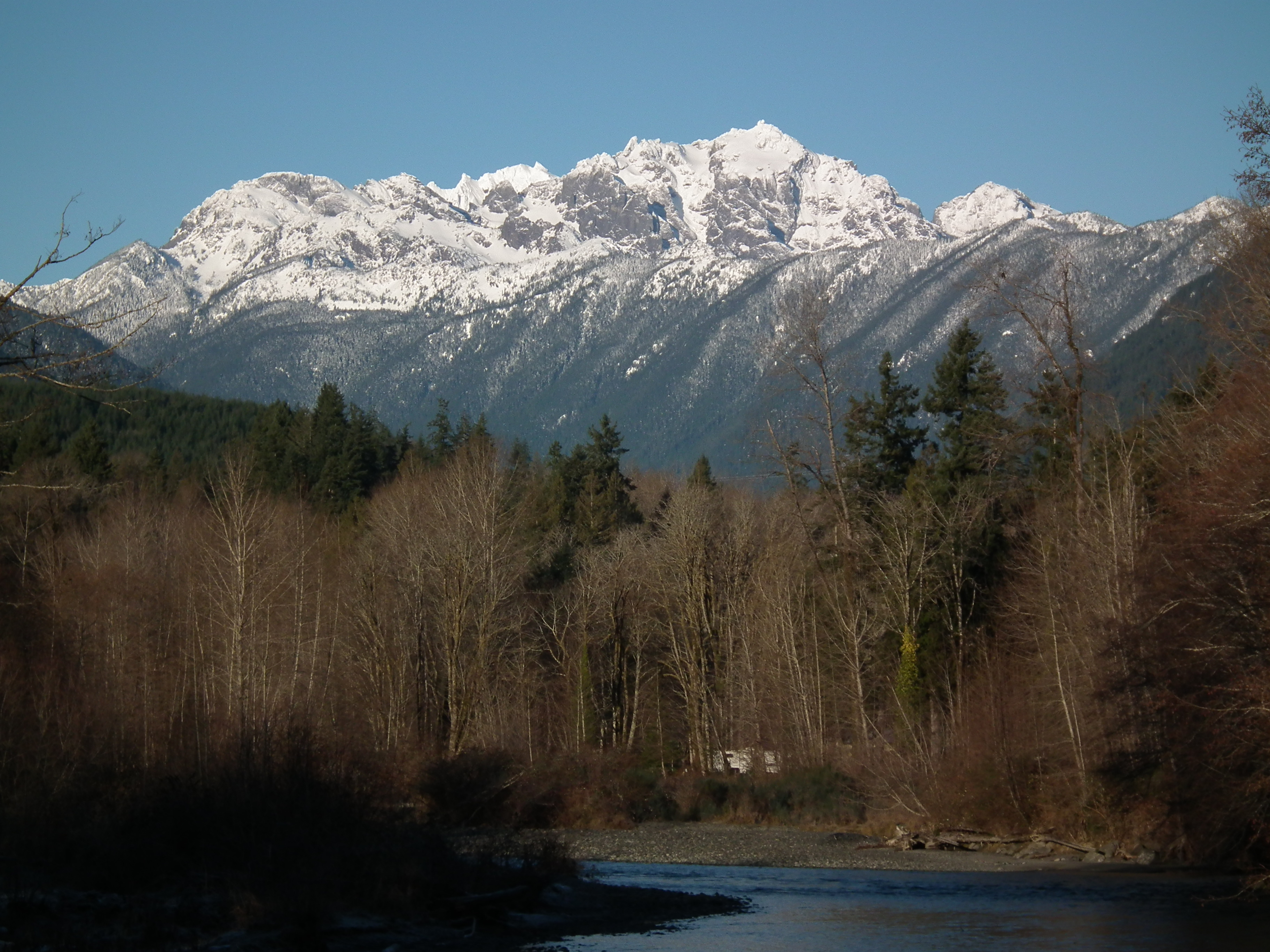
Monte Constance y río Dosewallips

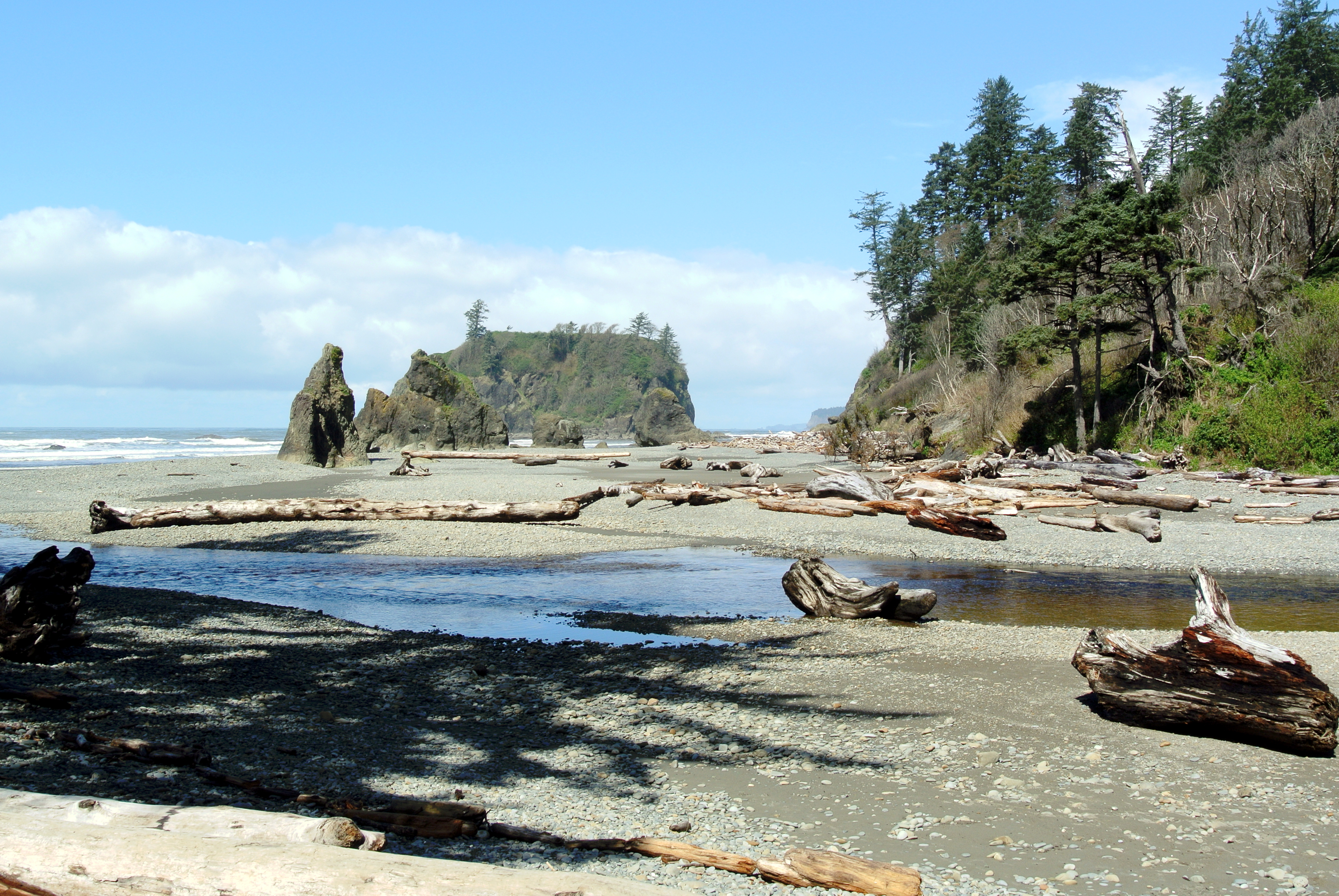
Bahía Ruby

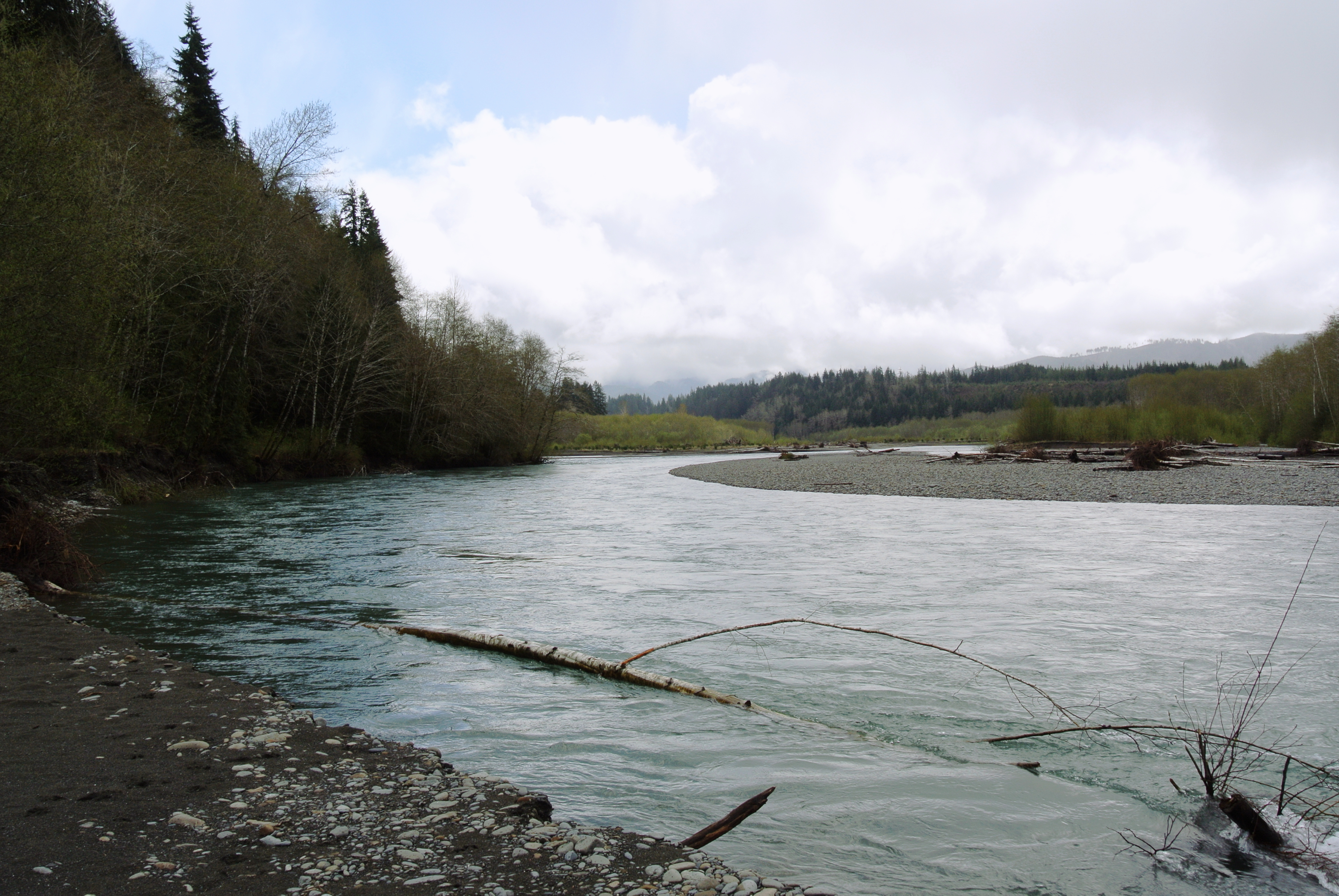
Río Hoh

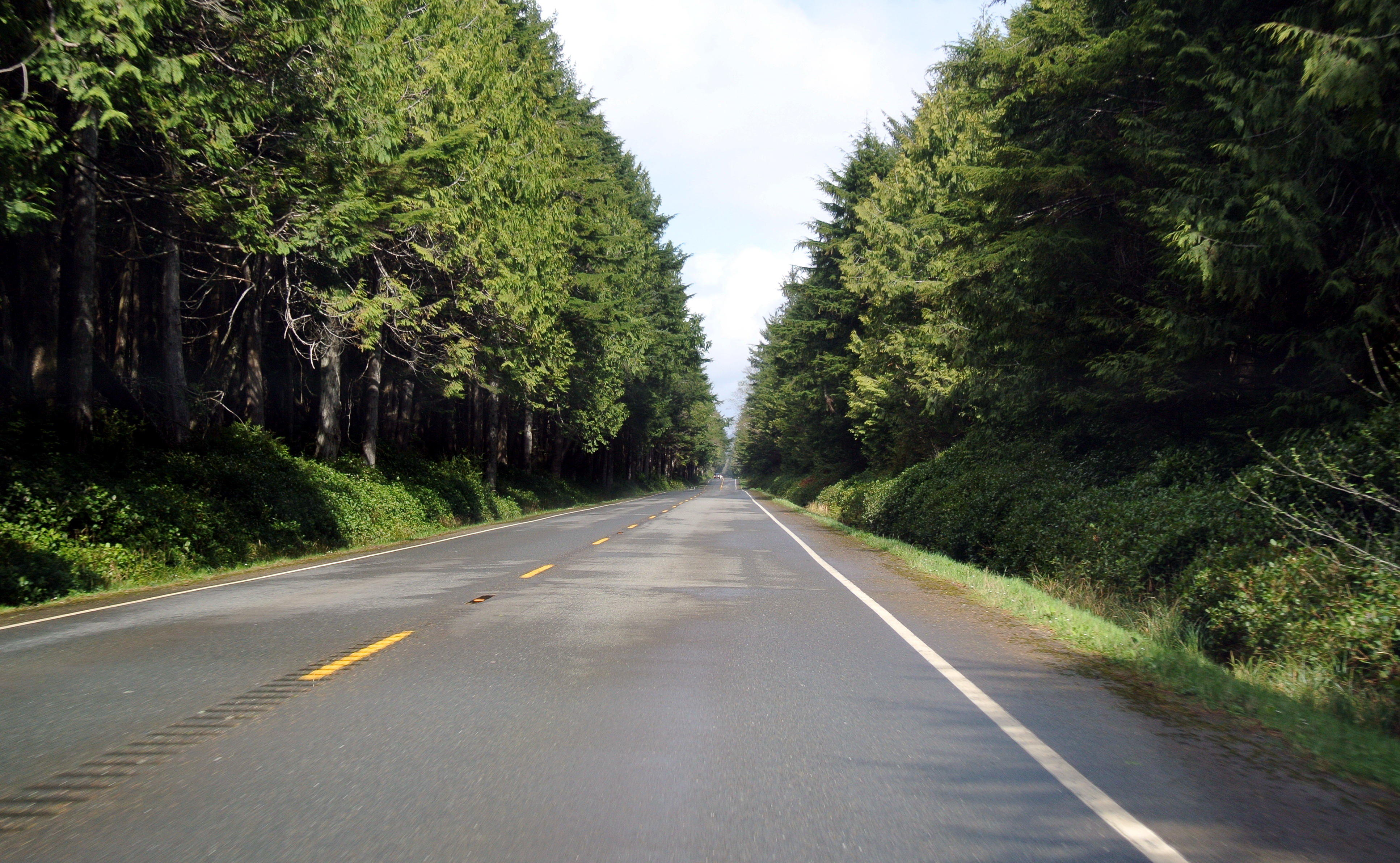
Ruta Federal 101

El condado de Jefferson es uno de los 39 condados del estado estadounidense de Washington.
En el año 2000, la población era de 25.953 habitantes. La capital del condado es Port Townsend, la cual es la única ciudad incorporada al condado.
El condado de Jefferson fue fundado el 22 de diciembre de 1852, por la legislatura del Territorio de Oregon. Debe su nombre a Thomas Jefferson. 
El puente de Hood Canal conecta el condado de Jefferson con el de Kitsap, en Washington.

## Comunidades reconocidas por el censo
- Brinnon
- Marrowstone
- Port Hadlock-Irondale
- Port Ludlow
- Port Townsend
- Quilcene

### Otras comunidades
- Adelma Beach
- Beckett Point
- Cape George
- Center
- Chimacum
- Clearwater
- Coyle
- Crocker Lake
- Dabob
- Discovery Bay
- East Quilcene
- Fort Flagler
- Fort Worden
- Gardiner
- Glen Cove
- Indian Island
- Kala Point
- Kalaloch
- Leland
- Mats Mats
- Mount Walker
- Oak Bay
- Queets
- Shine